# Lutherisches Einigungswerk
Das Lutherische Einigungswerk (LEW) ist ein Werk der Vereinigten Evangelisch-Lutherischen Kirche Deutschlands (VELKD). Es widmet sich der Aufgabe, das lutherische Bekenntnis zu wahren und evangelisch-lutherische Kirchen in Deutschland zu stärken, ihre Gemeinschaft zu fördern und ihre gemeinsamen kirchlichen Interessen zu vertreten. Außerdem engagiert sich das Einigungswerk in Diakonie und Mission. Seine freie Konventstätigkeit, wissenschaftlichen Studiengruppen, Gottesdienste und evangelistischen Veranstaltungen versteht es als Dienst am gesamten Luthertum.

## Geschichte
1868 wurde die Allgemeine Evangelisch-lutherische Konferenz (AELK) als internationaler Zusammenschluss lutherischer Christen gegründet. Sie war eine freie Personenvereinigung ohne organisatorische Verbindung zu den lutherischen Landeskirchen und hatte die Rechtsform eines nicht rechtsfähigen Vereins. Ihr gehörten Einzelpersönlichkeiten aus den deutschen lutherischen Landeskirchen, der Altpreußischen Union sowie den lutherischen Kirchen in Skandinavien, Südosteuropa und den Vereinigten Staaten an. Faktisch war die Konferenz aber vor allem ein Treffpunkt für Lutheraner aus den Landeskirchen mit einer Minderheit von „Altlutheranern“ (aus lutherischen Freikirchen) und „Vereinslutheranern“ (aus der Altpreußischen Union). Landes- und Provinzialverbände der AELK entstanden nach 1916. Hatte die AELK ihre Aufgabe anfänglich vor allem in der Abwehr der Union und des Zeitgeistes gesehen, so trat im weiteren Verlauf die Zusammenführung des internationalen Luthertums in den Vordergrund. 1923 übernahm der Lutherische Weltkonvent diese Aufgabe von der AELK. Im Zusammenhang damit erfolgte 1926 die Umbenennung der AELK in Lutherisches Einigungswerk. 1949 erkannte die VELKD sie als eines ihrer Werke an.
Nach der deutschen Teilung gab es das Einigungswerk in West und Ost.  Vertreter des Einigungswerks in den drei westlichen Besatzungszonen waren ab 1947:
- Amerikanische Zone – Werner Elert
- Britische Zone – Paul Fleisch
- Französische Zone – Adolf Köberle

Nur auf dem Gebiet der DDR blieb das Einigungswerk, mit Sitz in Leipzig, bestehen. Der Bund der Evangelischen Kirchen in der DDR schlug dem Einigungswerk vor, sich als Arbeitskreis seiner Theologischer Studienabteilung anzuschließen; dieses wurde aber abgelehnt. Nach der Wiedervereinigung wurde das Lutherische Einigungswerk für ganz Deutschland wiederbelebt und 1997 wiederum von der VELKD als eines ihrer Werke anerkannt.

## Präsidenten / Erste Vorsitzende
- Ludwig Ihmels (bis 1933)
- August Marahrens (1933–1946)
- Ernst Sommerlath (ab 1946)
- Christoph Michael Haufe (1963–1969)
- Karl-Hermann Kandler (1997–2014)
- Falk Klemm (seit 2014)[5]

## Zusammenarbeit mit anderen Gruppen
Das Lutherische Einigungswerk arbeitet besonders mit folgenden Organisationen zusammen:
- Selbständige Evangelisch-Lutherische Kirche
- Gesellschaft für Innere und Äußere Mission Erlangen
- Kirchliche Sammlung um Bibel und Bekenntnis in Bayern
- Kirchliche Sammlung um Bibel und Bekenntnis in der Evangelisch-Lutherischen Kirche in Norddeutschland
- Kirchliche Sammlung um Bibel und Bekenntnis Westphalen (sic!)
- Lutherischer Konvent im Rheinland
- Evangelisch-Lutherische Bekenntnisgemeinschaft Sachsens
- Evangelisch-Lutherische Gebetsbruderschaft
- Sächsische Bekenntnis-Initiative
- Oase des gemeinsamen Lebens.

## Bekannte Mitglieder der AELK bzw. des Einigungswerkes
- Friedrich Ahlfeld
- Paul Althaus d. Ä.
- Julius Karl Arndt
- Otto Armknecht
- Philipp Bachmann
- Gustav Baist
- Paul Bard
- Adolf Baring
- Heinrich Behm
- Georg Behrmann
- Ferdinand Bender
- Arthur von Bernstorff
- Niklot Beste
- Hermann Bezzel
- Heinrich Böhmer
- Thomas Breit
- Johannes Büttner
- Karl von Burger
- Carl von Burk
- August Cordes
- August Decker
- Franz Delitzsch
- August Wilhelm Dieckhoff
- Georg Christian Dieffenbach
- Martin Doerne
- Wilhelm Eichhorn
- Heinrich Otto von Erdmannsdorf
- Hermann Eickhoff
- Julius Freytag
- Georg Froböß
- Max Frommel
- Otto von Grone
- Ernst Haack
- Georg Haccius
- Adolf Harleß
- Friedrich Hashagen
- Johannes Haußleiter
- Johannes Heepe
- Wilhelm Hölscher
- August Wilhelm Hunzinger
- Ernst Iffland
- Carl Ihmels
- Theodor Kaftan
- Friedrich Kaysel
- Carl Friedrich Keil
- Ernst Kinder
- August Kimme
- Martin Kiunke
- Theodor Kliefoth
- August Klostermann
- Wilhelm Heinrich Koopmann
- Otto Carsten Krabbe
- Adolf Kreusler
- Georg Künstler
- Johannes Emil Kuntze
- Johannes Kunze
- Hans Lauerer
- Hanns Lilje
- Johann Carl Lindenberg
- Theodor Lohmann
- Gerhard Lotz
- Albert Lührs
- Christoph Ernst Luthardt
- Julius von Maltzan
- August Matthes
- Hans Meiser
- Otto Mejer
- Moritz Mitzenheim
- Eduard Niemann
- Karl von Nostitz-Wallwitz
- Paul Oehlkers
- Albrecht Oepke
- Ernst Otto
- Carl Paul
- Wilhelm von Pechmann
- Hermann Petersen
- Ludwig Adolf Petri
- Friedrich Adolf Philippi
- Hans Preuß
- Otto Procksch
- Johannes Ramsauer
- Richard Remé
- Karl Heinrich Rengstorf
- Rudolf Rocholl
- Edvard Magnus Rodhe
- Justus Ruperti
- Heinrich Sallentien
- Oskar Schabert
- Ludwig Schauenburg
- Adolf von Scheurl
- Maximilian von Schinckel
- Gustav Schlosser
- Simon Schöffel
- Viktor Schultze
- Karl von Schwartz
- Karl August von Schwartz
- Ernst Julius von Seidlitz-Sandreczki
- Adolf Sellschopp
- Niels Samuel Stadener
- Adolf von Stählin
- Carl Stange
- Erich Stange
- Wilhelm Stieda
- Karl Stisser
- Paul Stritter
- Gottfried Thomasius
- Heinrich Thiele
- Gerhard Uhlhorn
- Friedrich Ulmer
- Éduard Vaucher
- Friedrich Veit
- Otto Vitzthum von Eckstädt
- Ernst Wallroth
- Johannes von Walter
- Wilhelm Walther
- Theodor Zahn
- Gerhard von Zezschwitz
- Wilhelm Zoellner